# Бањоне
Бањоне (итал. Bagnone) je град у Италији, који се налази у региону Тоскана, под административном управом округа Маса Карара. 
По попису из 2008. имао је 1.945 становника, док је густина насељености износила - 27 људи / км². Покрива површину од 73 км². 
Поштански број је: 54021, а телефон код: 0187. 

## Становништво
| 1931. | 1936. | 1951. | 1961. | 1971. | 1981. | 1991. | 2001. | 2011. |
| ----- | ----- | ----- | ----- | ----- | ----- | ----- | ----- | ----- |
| 7.108 | 6.660 | 6.280 | 4.545 | 3.180 | 2.570 | 2.248 | 2.022 | 1.926 |